# Anta (departamento)
| Departamento Anta        | Departamento Anta |
| ------------------------ | --- |
| País:                    | Argentina |
| Província:               | Salta |
| Capital:                 | Joaquín Víctor González |
| Superfície:              | 21.942 km² |
| População:               | 49.841 (IDEC - 2001) |
| Densidade:               | 2,3 hab/km² |
| Municípios e Comunas:    | - Apolinario Saravia - El Quebrachal - General Pizarro - Joaquín Víctor González - Las Lajitas - Vinalito - Tolloche - Nuestra Señora de Talavera - Macapillo - Gaona - Chañar Muyo - El Ceibalito - Chorroarín - Ebro - Curva del Turco - Santo Domingo - Las Flores - Las Flacas - Luis Burella - Coronel Mollinedo - Palermo - Rio del Valle |
| Localização na província | |
| Departamento.            | |

Anta é um departamento da província de Salta, na Argentina.